# One-Roll Engine
Das One-Roll Engine (kurz ORE) ist ein von Greg Stolze erdachtes Würfelsystem für Pen-&-Paper-Rollenspiele. Ursprünglich diente es als Grundlage für das Superhelden-Rollenspiel Godlike (Arc Dream Publishing, 2002). Seitdem wurde es in mehreren Tochtersystemen weiterentwickelt, etwa angepasst für das Gegenwartsszenario von Wild Talents (2. Edition 2006, Cubicle7 & Arc Dream Publishing), für Horrorszenarien (Nemesis, Arc Dream Publishing, 2006) sowie seit 2007 auch für klassische Fantasyszenarien (Reign - A Game of Lords and Leaders, Schroedingers Cat Press, 2007) oder vereinfacht für Superhelden-Szenarios (Better Angels, Arc Dream Publishing, 2013) und (Monsters and Other Childish Things, Arc Dream Publishing, 2014). Die Regelwerke aufbauend auf diesem System wurden seit ihrem Erscheinen kontinuierlich durch ergänzende Publikationen erweitert.
Neuartig ist ORE, da die Spieler den Erfolg einer beabsichtigten Handlung, ihre Initiative im Vergleich zu Mitspielern und Nichtspielercharakteren, sowie ggf. ihre Trefferzonen und verursachten Schaden innerhalb eines einzigen Wurfs von Spielwürfeln abbilden können. Im Vergleich zu anderen Systemen, etwa dem im deutschsprachigen Raum populärsten (Das Schwarze Auge), oder dem im englischsprachigen Raum mit Abstand populärsten d20, wird der Spielablauf dadurch radikal vereinfacht.

## Spielmechanismus
ORE nutzt Würfelmengen (engl. dice pool) von zehnseitigen Spielwürfen (W10), um alle Variablen von Spielerhandlungen zu bestimmen, einschließlich des Erfolgs. Hierzu werden die Päsche (Paare, Drillinge, Vierlinge... einander gleichender Augenzahlen) innerhalb eines Wurfs interpretiert. Ein Pasch bedeutet den Erfolg einer beabsichtigten Handlung. Attributswert und zugehöriger Fertigkeitswert eines Rollenspielcharakters werden addiert, um die Größe der Würfelmenge zu bestimmen. Dieser Erfolg wird anhand seiner Breite (die Anzahl einander gleichender Würfelseiten innerhalb eines Wurfs) und anhand seiner Höhe (die Zahl/Augenzahl der erwürfelten Seiten) näher bestimmt. Kurz geschrieben wird dies als „Breite × Höhe“ (ein Drilling von 5ern also: 3×5).
Während die Höhe eines Paschs die Qualität eines Erfolgs bestimmt, zeigt die Breite seine Geschwindigkeit oder erforderliche Dauer an. In Kampfsituationen bestimmt die Breite eines Paschs außerdem die Schadenshöhe; die Höhe hingegen außerdem die Trefferzone (1/2 für linkes/rechtes Bein; 3–4/5–6 für linken/rechten Arm; 7–9 für den Torso und 10 für den Kopf). Unterschieden wird in einfach reversiblen Schockschaden und schwer reversiblen Tötungsschaden. In einigen Situationen kommt den unpaarweise auftretenden Restwürfeln ebenfalls Bedeutung zu.
Verschiedene Aspekte der Spielmechanik, nach denen konkurrierende Spielfiguren einzelne Erfolgswürfel gegeneinander aufrechnen (brechen) können (engl. gobble dice), oder der Spielleiter einer Probe Erfolgsschwierigkeiten der Höhe und/oder der Breite nach zuweisen kann, erschweren die Vorausberechnung von Erfolgschancen.
In Sonderfällen (Spezialwürfel, unterscheiden sich in Tochtersystemen) darf ein Spieler das Ergebnis eines oder mehrerer Würfel beeinflussen:
- Härtewürfel (engl. hard die) - ergibt stets eine Höhe von 10
- Meisterwürfel (engl. master die), Wechselbalg (engl. wiggle die), Trumpf-Würfel (engl. trump die) - Wert der Höhe wird nach Sonderregeln durch einen Spieler bestimmt, nachdem der Rest der Würfelmenge geworfen wurde
- Expertenwürfel (engl. expert die) - Wert der Höhe wird durch einen Spieler bestimmt, bevor der Rest der Würfelmenge geworfen wird.

Die einzelnen Tochterregelwerke unterscheiden sich bezogen auf das Würfelsystem ORE weiterhin:
1. darin, ob mehrere dieser Spezialwürfel innerhalb einer Würfelmenge zulässig sind,
2. darin, welchen Rahmen ein Spieler bei der Entscheidung von Spezialwürfeln einhalten muss,
3. darin, ob ein Wurf mit garantiertem Handlungserfolg (d. h. Würfelmenge von mehr als 10 Würfeln) zulässig ist,
4. darin, ob und auf welche Weise Spezialwürfel oder überschüssige Würfel (über eine solche Mengenbeschränkung von 10 hinaus) situationsbedingte Nachteile für Rollenspielcharaktere ausgleichen können.

## Stochastik
| # an W10 | Wahrscheinlichkeit min. eines Pasches in Weite | Wahrscheinlichkeit min. eines Pasches in Weite | Wahrscheinlichkeit min. eines Pasches in Weite | Wahrscheinlichkeit min. eines Pasches in Weite | Wahrscheinlichkeit min. eines Pasches in Weite | Wahrscheinlichkeit min. eines Pasches in Weite | d20-Entsprechung | d20-Entsprechung | d20-Entsprechung |
| # an W10 | -                                              | 2                                              | 3                                              | 4                                              | 5                                              | 6                                              | Erfolg           | überwältigend    | kritisch         |
| -------- | ---------------------------------------------- | ---------------------------------------------- | ---------------------------------------------- | ---------------------------------------------- | ---------------------------------------------- | ---------------------------------------------- | ---------------- | ---------------- | ---------------- |
| 2W       | 90,00 %                                        | 10,00 %                                        | -                                              | -                                              | -                                              | -                                              | 19               | -                | -                |
| 3W       | 72,00 %                                        | 27,00 %                                        | 1,00 %                                         | -                                              | -                                              | -                                              | 15               | >20              | -                |
| 4W       | 50,40 %                                        | 45,90 %                                        | 3,60 %                                         | 0,10 %                                         | -                                              | -                                              | 11               | 20               | ≫20              |
| 5W       | 30,24 %                                        | 61,20 %                                        | 8,10 %                                         | 0,45 %                                         | 0,01 %                                         | -                                              | 7                | 19               | ≫20              |
| 6W       | 15,12 %                                        | 69,12 %                                        | 14,49 %                                        | 1,22 %                                         | 0,05 %                                         | 0,00 %                                         | 4                | 17               | >20              |
| 7W       | 6,05 %                                         | 68,80 %                                        | 22,43 %                                        | 2,55 %                                         | 0,17 %                                         | 0,01 %                                         | 2                | 15               | 20               |
| 8W       | 1,81 %                                         | 61,92 %                                        | 31,25 %                                        | 4,59 %                                         | 0,41 %                                         | 0,02 %                                         | 1                | 13               | 19               |
| 9W       | 0,36 %                                         | 51,30 %                                        | 40,03 %                                        | 7,42 %                                         | 0,83 %                                         | 0,06 %                                         | <1               | 11               | 19               |
| 10W      | 0,04 %                                         | 39,54 %                                        | 47,72 %                                        | 11,06 %                                        | 1,49 %                                         | 0,14 %                                         | ≪1               | 8                | 18               |